# Stranger in Paradise
"Stranger in Paradise" ("Extraño en el paraíso") es una canción popular que pertenece al musical de 1953 Kismet, cuyos créditos son de Robert Wright y George Forrest. Como sucedía con toda la música de aquel espectáculo, la melodía realmente fue compuesta por Alexander Borodin, en este caso, de las Danzas polovtsianas. 
La versión más popular de la canción la interpretó Tony Bennett, pero hay otras versiones de The Four Aces y de Tony Martin que también lograron el éxito popular en 1954. La versión en francés, con el título Étranger au paradis y letra escrita por Francis Blanche, la cantaron Gloria Lasso y Luis Mariano.[cita requerida]
Trece años antes, en 1940, la grabación de Artie Shaw de "My Fantasy" (acreditada a los compositores Whiteman-Meskitt-Edwards) era virtualmente idéntica a "Stranger In Paradise".[cita requerida]
Versiones más recientes son la de Ray Conniff y la del cuarteto de cuerdas Bond, quienes cambiaron el título por el de "Strange Paradise" (Extraño paraíso) en su álbum Shine.[cita requerida]